# Ludwig Suthaus
Ludwig Suthaus   (Colònia, 12 de desembre de 1906 - Berlín Oest, 9 de setembre de 1971) fou un important cantant alemany d'òpera.

## Biografia
Ludwig Suthaus va ser un aprenent de picapedrer quan es va descobrir el seu talent cantant. Posteriorment va iniciar els seus estudis de veu als disset anys a la seva ciutat natal de Colònia. El seu mestre, Julius Lenz, el va confondre originalment amb un baríton, però el 1928 Suthaus va debutar com a tenor a Aquisgrà en el paper de Walther von Stolzing en el Die Meistersinger von Nürnberg de Richard Wagner. Des de 1932 fins a 1941, es va dedicar a Stuttgart, però fou acomiadat el 1942 perquè no es va voler unir al partit nazi.
Suthaus després va obtenir un nou contracte a l'òpera de l'Estat de Berlín. Després de la guerra, el 1949, va passar de l'òpera d'Estat (ara amb seu a Berlín Oriental) a la "Städtische Oper", amb seu a Berlín Oest, i va romandre membre d'aquesta companyia fins al final de la seva carrera.
Des de finals dels anys quaranta, Suthaus apareixia regularment a l'Òpera Estatal de Viena i com a convidat al "Royal Opera House Covent Garden", de Londres, La Scala de Milà, a París, a Barcelona, Stuttgart, l'Òpera Estatal de Baviera a Múnic, a San Francisco i a l'Òpera de l'Estat d'Hamburg.
A partir del 1943, va participar regularment al Festival de Bayreuth on va cantar Loge a "Das Rheingold", Siegmund a Die Walküre i Walther von Stolzing a Die Meistersinger von Nürnberg, que va ser enregistrada (1943), sota la direcció de Hermann Abendroth.
Suthaus va ser un dels cantants preferits de Wilhelm Furtwängler cap al final de la vida de Furtwängler. Amb Furtwängler, Suthaus va cantar (Berlín, 1947) i va enregistrar Tristan und Isolde (1952); Der Ring des Nibelungen com Siegfried (1953); i Die Walküre com Siegmund (1954) (l'última gravació d'òpera de Furtwängler).
Va haver de deixar la seva carrera sobtadament després d'un accident de cotxe i va morir als 64 anys.

## Veu
Per a alguns, la veu de Ludwig Suthaus no tenia l'energia vocal de Lauritz Melchior, però sonava melancòlic; tanmateix, no va ser exempta d'expressivitat lírica i de profund sentiment quan va ser requerida. No va ser percebut com un heroi juvenil, però va poder donar algunes de les seves millors actuacions quan cantava personatges complicats. En el seu temps no va ser tan apreciat com els seus contemporanis Max Lorenz o Ramón Vinay.
Avui, la seva actuació com a Tristan a la gravació de Furtwängler és considerada com una de les millors del disc, al costat de Melchior, Wolfgang Windgassen i Jon Vickers.

## Gravacions
- Wagner, Die Meistersinger von Nürnberg, Paul Schöffler, Friedrich Dalberg, Erich Kunz, Fritz Krenn, Ludwig Suthaus (Walther), Erich Witte, Hilde Scheppan, Camilla Kallab - Hermann Abendroth, director: Bayreuther Festspiele, 16 de juliol de 1943 (Preiser 90174 4CD mono)
- Wagner, Tristan und Isolde, Ludwig Suthaus (Tristan), Gottlob Frick, Margarete Bäumer, Karl Wolfram, Erna Westenberger - Franz Konwitschny, director d'orquestra: Leipzig Gewandhaus Orchestra, 21-23 d'octubre de 1950 (Walhall Eternity Series WLCD 0118 3CD mono)
- Wagner, Tristan und Isolde, Ludwig Suthaus (Tristan), Kirsten Flagstad, Blanche Thebom, Josef Greindl, Dietrich Fischer-Dieskau, Rudolf Schock - Wilhelm Furtwängler, director: Philharmonia Orchestra, Londres, 10-21 i 23 de juny de 1952 (Classics EMI 58587326 4CD mono)
- Richard Wagner, Der Ring des Nibelungen, com Siegfried, RAI, 1953, Wilhelm Furtwängler.